# Прокудино (Владимирская область)
Прокудино — деревня в Кольчугинском районе Владимирской области России, входит в состав Ильинского сельского поселения.

## География
Деревня расположена на берегу Кольчугинского водохранилища реки Пекша в 5 км на юго-запад от центра поселения посёлка Большевик, в 6 км на север от райцентра города Кольчугино.

## История
В начале XIX века Прокудино являлось селом Новопрокудино с деревянной церковью с колокольней в честь Святителя и Чудотворца Николая. В церкви хранились копии с метрических книг с 1802 года. В 1893 году приход состоял из села Новопрокудина и деревни Гольяж, в которых имелось 66 двора, мужчин — 165, женщин — 196. В годы Советской Власти церковь была утрачена. 
В конце XIX — начале XX века деревня входила в состав Давыдовской волости Юрьевского уезда. 
С 1929 года деревня входила в состав Давыдовского сельсовета в составе Кольчугинского района, позднее вплоть до 2005 года село входило в состав Ильинского сельсовета.

## Население
| 1859 |
| ---- |
| 134  |

| 1859 | 1905 | 2002 | 2010 | 2021 |
| ---- | ---- | ---- | ---- | ---- |
| 134  | ↗138 | ↘30  | ↗32  | ↗75  |